# Coppa Suruga Bank 2018
La Coppa Suruga Bank 2018 ha visto contrapposti i vincitori della J. League Cup, il Cerezo Osaka, e quelli della Coppa Sudamericana, l'Independiente.
La finale si è disputata allo Stadio Nagai a Osaka l'8 agosto 2018.

## Squadre
| Squadra       | Federazione                | Qualificazione                          |
| ------------- | -------------------------- | --------------------------------------- |
| Cerezo Osaka  | Japan Football Association | Vincitore della J. League Cup 2017      |
| Independiente | CONMEBOL                   | Vincitore della Coppa Sudamericana 2017 |

## Finale
| Arbitro: | Matthew Conger |

|  |           |            |
|  | Marcatori | 28’ Romero |